# الحوش (إب)
الحوش هي إحدى قرى الجمهورية اليمنية. وهي تتبع جغرافيًا لمحافظة إب. وإداريًا لمديرية المخادر. يبلغ تعداد سكانها 1362 نسمة حسب الإحصاء الذي جرى عام 2004.